# 헤드&숄더
헤드&숄더 또는 헤드앤숄더(Head & Shoulders)는 프록터 앤드 갬블에서 생산하는 비듬 전용 샴푸 브랜드이다. 1961년에 출시되었다. 1982년까지 샴푸 브랜드 1위였으며, 비록 약용 샴푸 브랜드였으나 "20년 된 브랜드인 헤드&숄더만큼 광고비를 받는 헤어 케어 브랜드도 없고, 헤드&숄더의 판매를 따라잡는 브랜드도 없다."로 유명하다. 1980년대부터 "첫인상을 주는 두 번째 기회는 없습니다(You Never Get a Second Chance to Make a First Impression)"라는 표어로 오랜 기간 마케팅을 하였는데, 제품이 다룬다고 주장하는 상태와 연관된 사회적 결과에 대한 두려움을 소개함으로써 프록터 앤드 갬블이 판매를 촉진하기 위하여 자주 사용하는 "불안 마케팅"의 예로 평가된다. 2000년대에는 30가지가 넘는 헤드&숄더 제품을 판매하는 지나친 브랜드 확장으로 비판받으며, 제품 판매가 급감하였다
멕시코의 가수 탈리아, 영국의 포뮬러 원 드라이버 젠슨 버튼 등  많은 유명 인사가 이 브랜드의 광고에 출연하였다.